# 岐南町防災コミュニティーセンター
岐南町防災コミュニティーセンター（ぎなんちょうぼうさいコミュニティーセンター）は、岐阜県羽島郡岐南町にある公共施設である。

## 概要
2001年（平成13年）3月開館。
普段はコミュニティセンターとして交流活動、生涯学習の場として使用される。非常時は防災拠点としての役割を担う。
指定管理者制度が導入されており、岐南町総合体育館、岐南町スポーツセンター、岐南町民運動場と同様ミズノスポーツサービスが管理運営する。
隣接の岐南町スポーツセンターの受付などを行っている。

## 施設概要
1階
- 研修室
- 調理室
- 多目的ホール

2階
- 研修室

※ 多目的ホールは体育施設となっており、子ども向け、大人向けのスクールとしても使用されている。

## 所在地
- 岐阜県羽島郡岐南町伏屋5丁目82

## 利用案内
- 開館時間 : 8:00 - 21:30
- 休館日 : 月曜日・年末年始（12月29日～1月3日）
- 施設は有料。事前予約が必要。

## 交通アクセス

### 公共交通機関
- 岐阜バス岐南町線「岐南町三宅」バス停より徒歩で約12分。
  - JR岐阜駅（JR岐阜駅バスターミナル）より【E16】「岐南町三宅」行きに乗車。
- 岐南町コミュニティバス「伏屋中通り」バス停より徒歩で約3分。

### 自動車
- 国道22号（名岐バイパス）「伏屋」交差点を東進。